# Andraž Šalamun
Andraž Šalamun, slovenski slikar in filozof, * 30. julij 1947, Ljubljana, † februar 2024.
Leta 1975 je diplomiral na ljubljanski Filozofski fakulteti iz primerjalne književnosti. Med letoma 1966 in 1971 je bil član skupine OHO. Razstavlja od leta 1975. Imel je več kot petdeset samostojnih razstav doma in v tujini. Prejel je nagrado Prešernovega sklada za slikarstvo leta 1993 (za razstavo v obalnih galerijah). Živel in deloval je v Kopru.
Andraž Šalamun je brat pesnika Tomaža Šalamuna.